# Sougia
Sougia em grego: Σούγια) é uma comuna e uma aldeia na costa sudoeste da ilha e Creta, Grécia. Na Antiguidade foi a cidade de Syía (em grego: Συία), mencionada com o nome de Syba por Estrabão. Administrativamente integra a unidade municipal de Sélino Oriental (Anatoliko Sélino), do município de Cántanos-Sélino e da unidade regional de Chania. Historicamente faz parte da região de Sfakiá.[carece de fontes?]

## Descrição e atrações turísticas
Situa-se 60 km por estrada a sudoeste de Chania, no fundo da garganta de Ágia Irini. Este desfiladeiros densamente florestado desce desde a serra de Lefká Óri, situada a leste de Sougia até ao mar da Líbia, no local onde se encontra a aldeia e a sua praia. Tem 8 km de comprimento e uma fundura que varia entre os 45 e os 500 metros. É uma das gargantas mais impressionantes de Creta a seguir à vizinha Samariá.[carece de fontes?]
Segundo algumas lendas, os ciclopes da Odisseia viviam na região. A caverna de Spýliara, também conhecida como caverna de Polifemo ou dos ciclopes situa-se nos montes por cima de Sougia, para leste.
Ao lado de Sougia você pode encontrar Ancient Lissos. É uma cidade com uma longa história, que hoje ainda é possível encontrar ruínas de asklipeio. Todos os anos, um festival é realizado no dia 15 de julho.
Além da aldeia de Sougia, com 109 habitantes em 2001, a comuna integra as localidades de Koustogerako (76 habitantes), Livadas (24 habitantes) e Moni (53 habitantes). A aldeia é acessível por automóvel ou por ferryboat desde Palaiochora, Agia Ruméli, Loutro e Chora Sfakion.
Uma das atividades económicas principais, senão a principal, é o turismo. Em 2013, a capacidade hoteleira era cerca de 250 camas (em pequenos hotéis) e 10 restaurantes, o que significa que não é um destino de turismo de massas. Aparentemente a tendência é para melhorar as unidades hoteleiras existentes e não para criar novas. Uma tendência recente é a crescente popularidade de Sougia como destino de fim de semana de cretenses, especialmente de Chania, o que segundo alguns é uma indicação das qualidades da praia e da gastronomia local, duas coisas muito valorizadas pelos cretenses.
Com 1,2 km de extensão, a praia de Sougia é uma das maiores do sidoeste de Creta. Também é bastante larga — chega a ter 70 metros em alguns locais — e em 1999 foi considerada uma das mais limpas da Grécia. Apesar de ser de seixos, de tamanhos e cores variadas, há muitos locais onde os seixos são suficientemente pequenos para não serem desconfortáveis. Na praia não há sombrinhas, cadeiras ou construções junto à praia a desfigurarem-na, dando-lhe um ar de natureza imaculada. As únicas sombras naturais são alguns tamariscos existentes em alguns locais. O declive na água é acentuado, não tem correntes e está protegida dos ventos dominantes de oeste. O nudismo é tolerado e praticado, embora não seja obrigatório. Junto ao extremo oriental da praia há uma espécie de comunidade nudista conhecida localmente como Baía dos Porcos.
Além da praia, dos restaurantes e dos bares, outros atrativos para os turistas que acorrem a Sougia são as ruínas da antiga Syía e as igrejas bizantinas da região. Há ainda vários percursos de caminhada nas paisagens montanhosas costeiras em redor, nomeadamente na garganta de Ágia Irini, até às ruínas de Lissós ou, mais longe, até Paleochora, ao longo da costa; ou até Tripiti, onde se situam as ruínas de Poikilassos, outra antiga cidade, no fundo de outra garganta, passando pela capela de Profiti Elias; ou até ao cimo do cume de Ochros (807 m); ou ao planalto de Omalós, a partir da aldeia de Koustogerako. Outras caminhadas que podem ser feitas a partir de Sougia, embora não comecem nem terminem na aldeia, são as da garganta de Samariá e a subida ao cume de Gingilos (1 980 m). Perto da aldeia de Moni, 5 km a norte de Sougia há um intrigante monumento de origem misteriosa, alegadamente do período helenístico, a chamada pirâmide de Sougia, um cone de pedra com 16 metros de circunferência na base e 4,6 m de altura, que tem no interior uma divisão escavada com 2,2 por 2,1 m e 1,4 m de altura.
O único monumento na aldeia além das ruínas de Syía é a igreja, em parte construída sobre uma basílica bizantina do século VI. Segundo uma lenda local, tipicamente cretense, a igreja atual foi construída após um homem da aldeia que dormia no local ter sonhado que ali existia uma antiga igreja e que ele deveria construir uma nova. A igreja antiga foi realmente descoberta, mas parte dela, nomeadamente um grande mosaico de chão, ficou fora da nova igreja. O mosaico está atualmente exposto no Museu Arqueológico de Chania. A oeste da aldeia encontra-se a igreja de Ágios Panteleimon, também do século VI, a qual ainda conserva mosaicos com imagens de natureza. Outra igreja nos arredores é a de Ágios Antonios; de estilo bizantino, foi construída em 1382 e tem frescos.

## História
Syía foi uma cidade dependente de Elirós e, a par de Lissós (situada menos de 3 km a oeste, na baía seguinte), foi um dos portos daquela cidade-estado. O nome deriva provavelmente de σῦς ("sys", tradução: "porco"), pelo que o nome significa cidade dos porcos. Isso dever-se-ia ao facto de ali serem criados porcos, que eram alimentados pelas abundantes bolotas dos  carvalhos existentes na área. Embora atualmente já não se vejam porcos, os carvalhos ainda são muito abundantes na garganta de Ágia Irini.

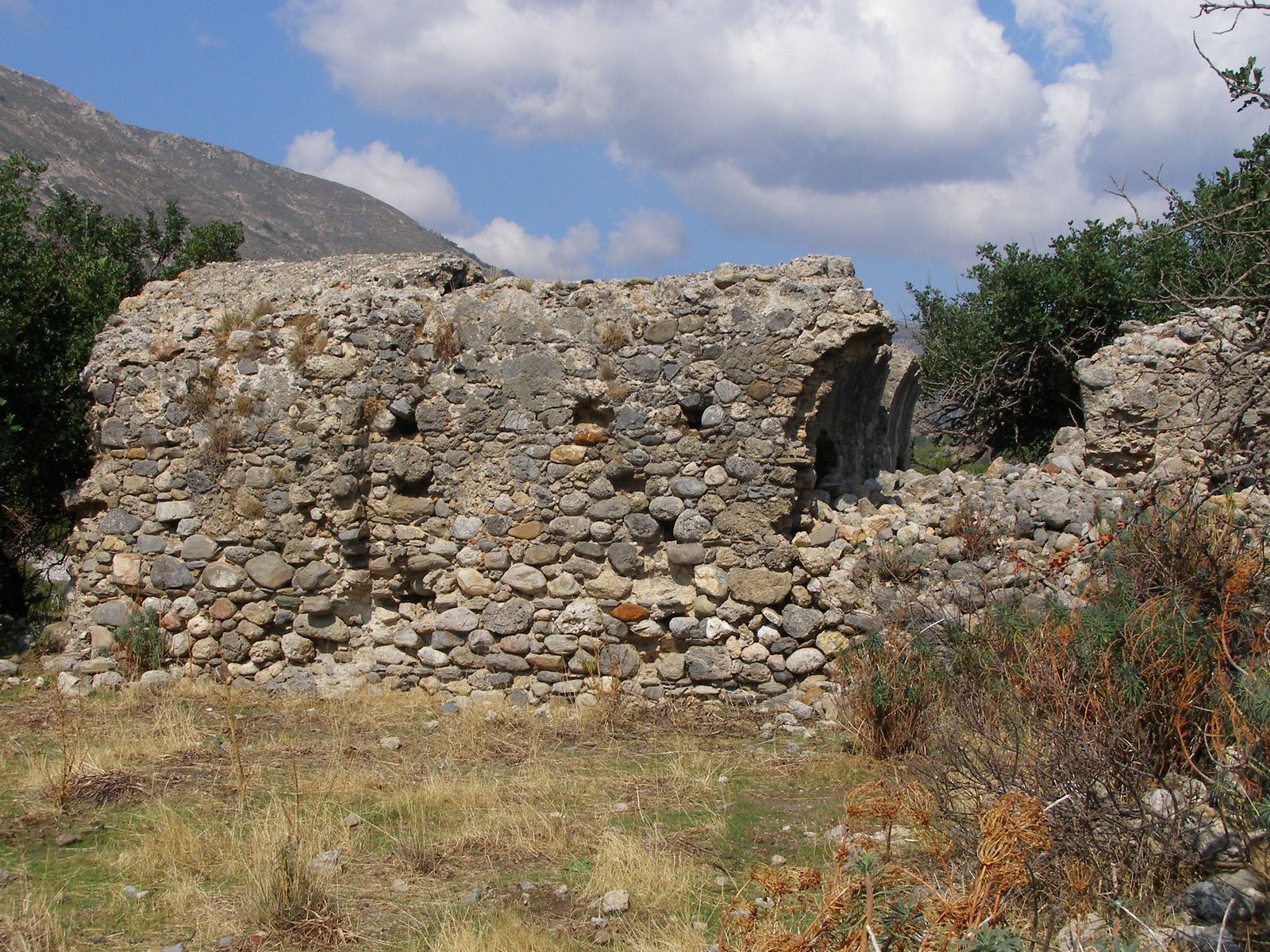
Ruínas de uma basílica bizantina de Sougia

Syía fez parte da união monetária que integrou também as cidades de Elirós, Irtakina, Lissós, e Tarra e participou no koinon (liga ou confederação) de Oreii, formado por aquelas cidades e Poikilassos c. 300 a.C. Posteriormente fez parte da confederação de Gortina. A cidade  floresceu nos períodos romano e no primeiro período bizantino. Desse período há ruínas de casas romanas na parte oriental do vale, restos de um aqueduto e de três grandes basílicas paleocristãs
O explorador inglês do século XIX Robert Pashley identificou as ruínas das infraestruturas de abastecimento de água e termas.[carece de fontes?]
Depois do primeiro período bizantino (que terminou com a invasão sarracena [824/828 – 961]) pouco se sabe sobre Sougia, que provavelmente passou a ser apenas um assentamento piscatório para das aldeias nos montes mais acima (Livadas, Koustogerako e Moni). Aparentemente a cidade foi destruída pelos sarracenos.[carece de fontes?]
Em 1 de setembro de 1943, durante a ocupação alemã de Creta, os ocupantes arrasaram as aldeias de Livadas, Moni e Koustogerako e mataram todos os seus habitantes como represália das atividades dos partisans locais. Sougia só voltou a ser uma verdadeira aldeia ou vila após a Segunda Guerra Mundial, quando o atividade comercial se desenvolveu devido à abertura de uma ligação regular por barco com o Pireu (o porto de Atenas). Os bens desembarcados eram depois distribuídos por mulas para as aldeias do interior, sem ligações por estrada com o resto de Creta. Chegou a haver cinco entrepostos comerciais em Sougia e várias famílias mudaram-se para a aldeia; na década de 1950 a escola local tinha 150 alunos. A construção da estrada que liga sougia ao norte de Creta fez com que a importância da aldeia como entreposto comercial declinasse e a maioria dos habitantes voltou às suas aldeias de origem ou emigraram para os Estados Unidos, Canadá, Austrália e para a Grécia continental.
Sougia foi "descoberta" nos anos 1960 pelos primeiros viajantes e tornou-se bastante popular nos anos 1970, especialmente entre alemães. Havia então muito poucos quartos para arrendar e apenas um par de tavernas, mas o afluxo contínuo de mais turistas encorajou alguns proprietários de terras locais a construirem pequenos hotéis.